# Специјалне јединице
Специјалне јединице (енгл. special forces) су посебна категорија војних и паравојних формација намењених за вођење тзв. специјалног рата (енгл. special operations). Ту спадају:
- делови оружаних снага сва три вида, посебно обучени, наоружани и опремљени за диверзантске, противгерилске и обавештајне акције;
- оперативне снаге војнообавештајних служби,
- самосталне снаге специјалне намене врховних команди и
- посебни уреди и агенције.[1]

НАТО је дефинисао посебне операције као „војне активности које спроводе посебно одређене, организоване, обучене и опремљене снаге, попуњене одабраним људством, користећи неконвенционалне тактике, технике и начине примене”.
Специјалне снаге су се појавиле почетком 20. века, са значајним порастом заступљености на терену током Другог светског рата, када је „свака велика армија укључена у борбама” створила формације посвећене специјалним операцијама иза непријатељских линија. Зависно од земље, специјалне снаге могу обављати низ функција, укључујући ваздушне операције, сузбијање побуна, антитероризам, страну унутрашњу одбрану, прикривене операције, директна дејства, спашавање талаца, високо вредносне циљеве/лов на људе, обавештајне операције, операције мобилности и неконвенционално ратовање.
У земљама са руског говорног подручја, специјалне снаге било које земље обично се називају спецназ, што је скраћеница за „посебну сврху”. У Сједињеним Државама израз специјалне снаге често се засебно односи на Специјалне снаге америчке војске, док се за ове врсте јединица у ширем смислу користи термин снаге специјалних операција (енгл. special operations forces (SOF)).

## Задаци
Најразвијенију организацију специјалних снага имају САД.Према званично усвојеној доктрини КоВ армије САД из 1969, специјалне снаге планирају и изводе дејства тзв. неконвенционалног ратовања:
- развијају, организују, опремају, обучавају и руководе оружаним снагама других држава у вођењу герилског ратовања за интересе САД;
- планирају и извршавају задатке продирања на територију коју непријатељ контролише;
- изводе нападе на критичне стратегијске објекте;
- прикупљају обавештајне податке;
- изводе инфилтрације, препаде, диверзије и саботаже.[1]

Поред улоге у специјалном (неконвенционалном) ратовању, специјалне јединице могу се користити и за падобранске операције, антитерористичке акције, гушење устанака и спасавање талаца.

## Организација
Специјалне снаге САД организоване су у специјалне одреде чији се састав, наоружање и опрема подешавају задацима које треба да изврше. У КоВ постоје, на пример, ваздушнодесантне групе, тактичке групе и здружене тактичке групе (енгл. Joint Unconventional Warfare Task Force); у РМ - комбиноване групе за извршавање задатака на мору, у ваздуху и на копну (енгл. SEAL Teams), делови извиђачких јединица морнаричке пешадије и специјализоване групе за подводне диверзантске активности (енгл. UDT-Underwater Demolition Teams), а у РВ - тзв. ваздушни командоси.
Дејством свих ових јединица руководе команде појединих војишта или команде здружених јединица, а начин њихове употребе прилагоћава се снази и карактеру противника, као и географским условима подручја употребе.

## Историја

### Рани период
Специјалне јединице су играле важну улогу током историје ратних дејстава, кад год је циљ био да се постигну поремећаји путем „ударца и бекства” и саботажом, пре него традиционалним конвенционалним борбама. Остале значајне улоге леже у извиђању, пружајући кључнe информације из близине или међу непријатељем и све више у борби против нерегуларних снага, њиховој инфраструктури и активностима.
Кинески стратег Ђанг Ција у свом делу Шест тајних учења описао је регрутовање талентованих и мотивисаних људи у специјализоване елитне јединице са функцијама као што су висинска надмоћ и брзо напредовање на велике даљине. Хамилкар Барка је на Сицилији (249. п. н. е.) имао је специјализоване трупе обучене за покретање неколико офанзива дневно. У касном римском или раном византијском периоду, римске флоте користиле су мале, брзе, камуфлиране бродове са посадом од одабраних мушкараца за извиђачке и командосне мисије. Муслиманске снаге су такође имале морнаричке јединице за специјалне операције, укључујући ону која је користила камуфлиране бродове за прикупљање обавештајних података и покретање рација, и једну другу за војнике који су изгледали као крсташи који би се на превару укрцали на непријатељске бродове и затим их заробили и уништили. У Јапану су се нинџе користиле за извиђање, шпијунажу и као атентатори, телохранитељи или чувари тврђаве, или су се на неки други начин борили заједно са конвенционалним војницима. За време Наполеонских ратова формиране су стрељачке и инжењерске јединице које су имале специјалне улоге у извиђању и препуцавању и нису биле посвећене формалним борбеним линијама.